# Kropkowana plamistość jabłek

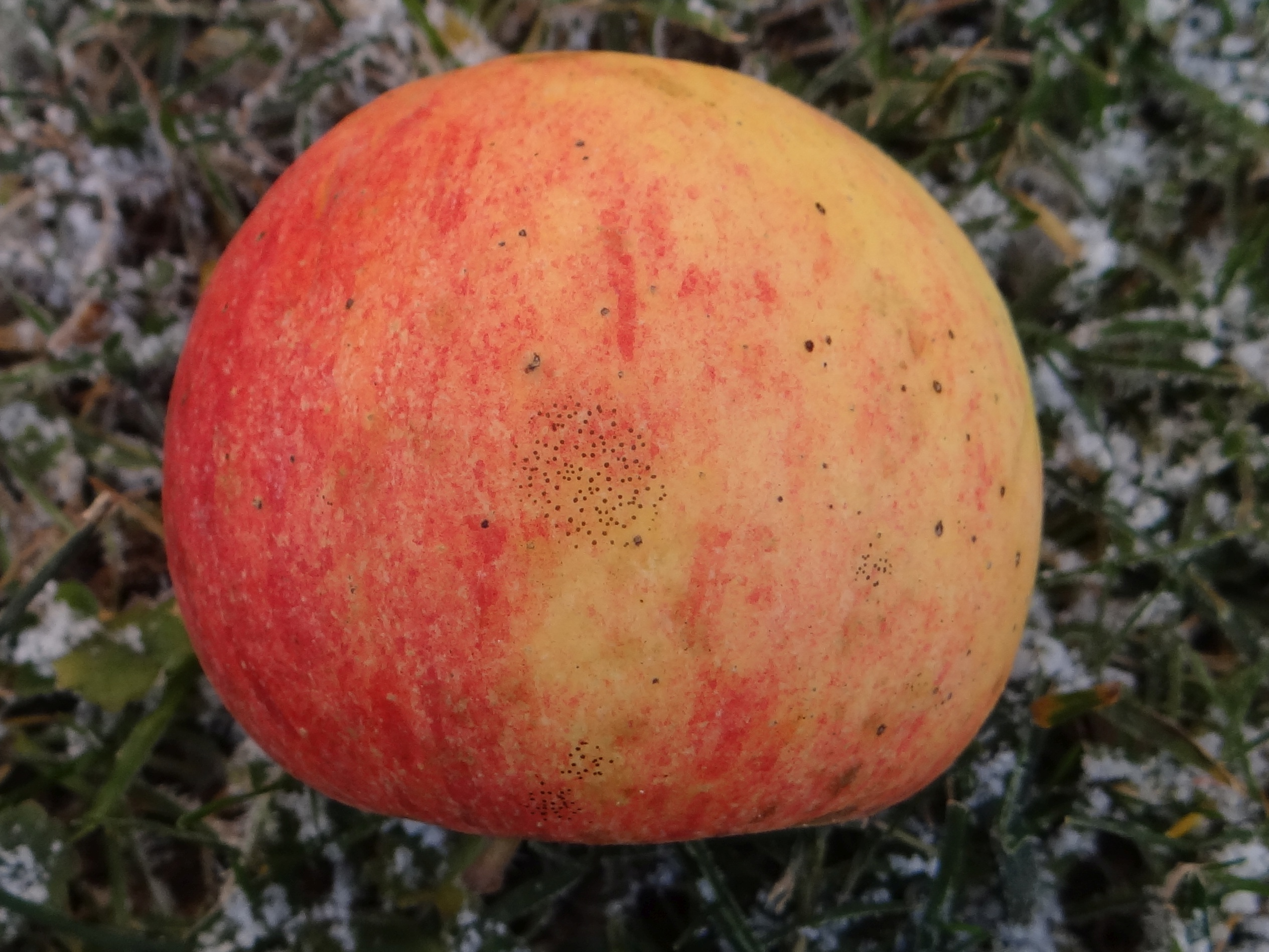
Widoczne 3 skupiska kropkowanej plamistości. Pojedyncze, większe plamki to objaw innej choroby

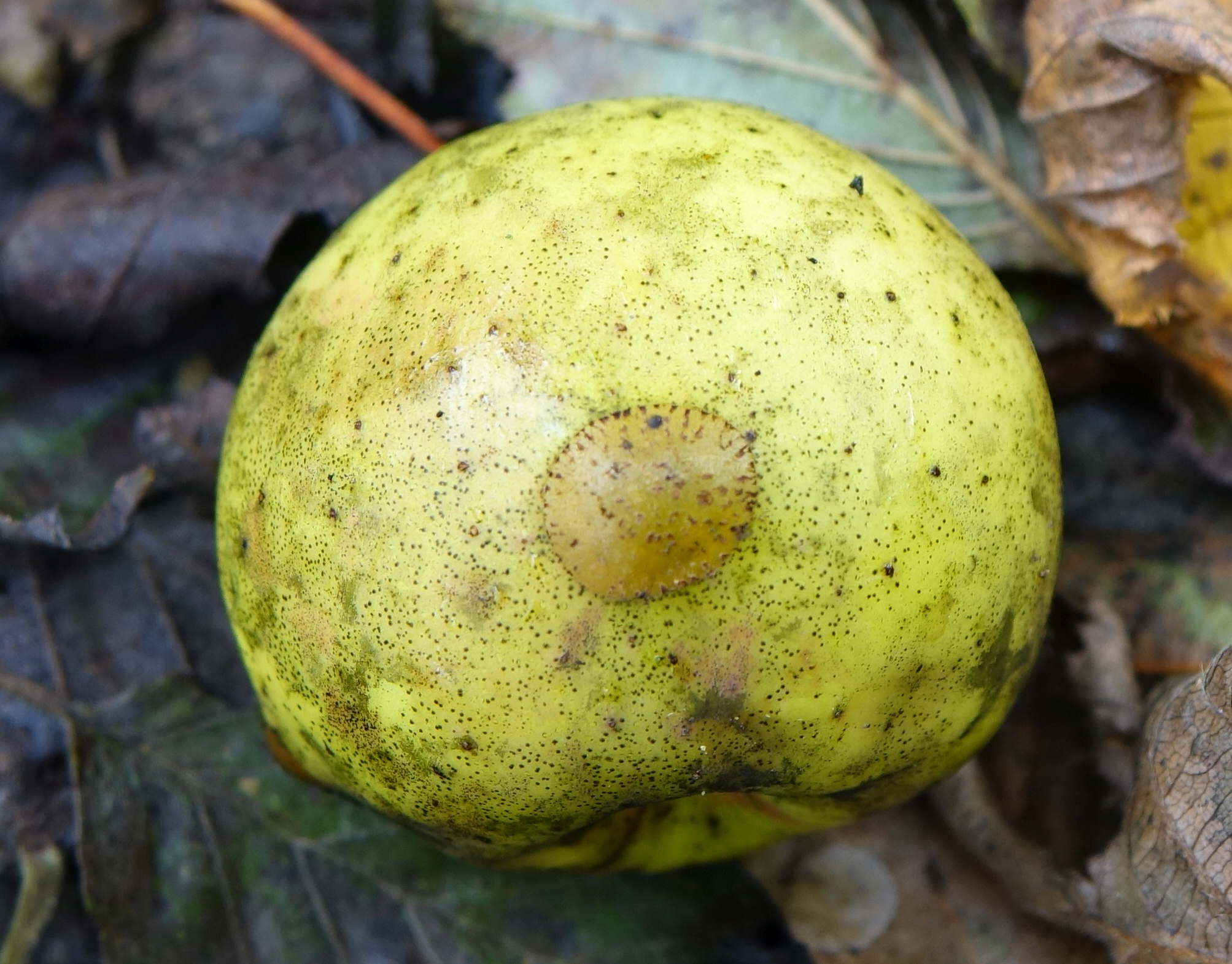
Kropkowana plamistość

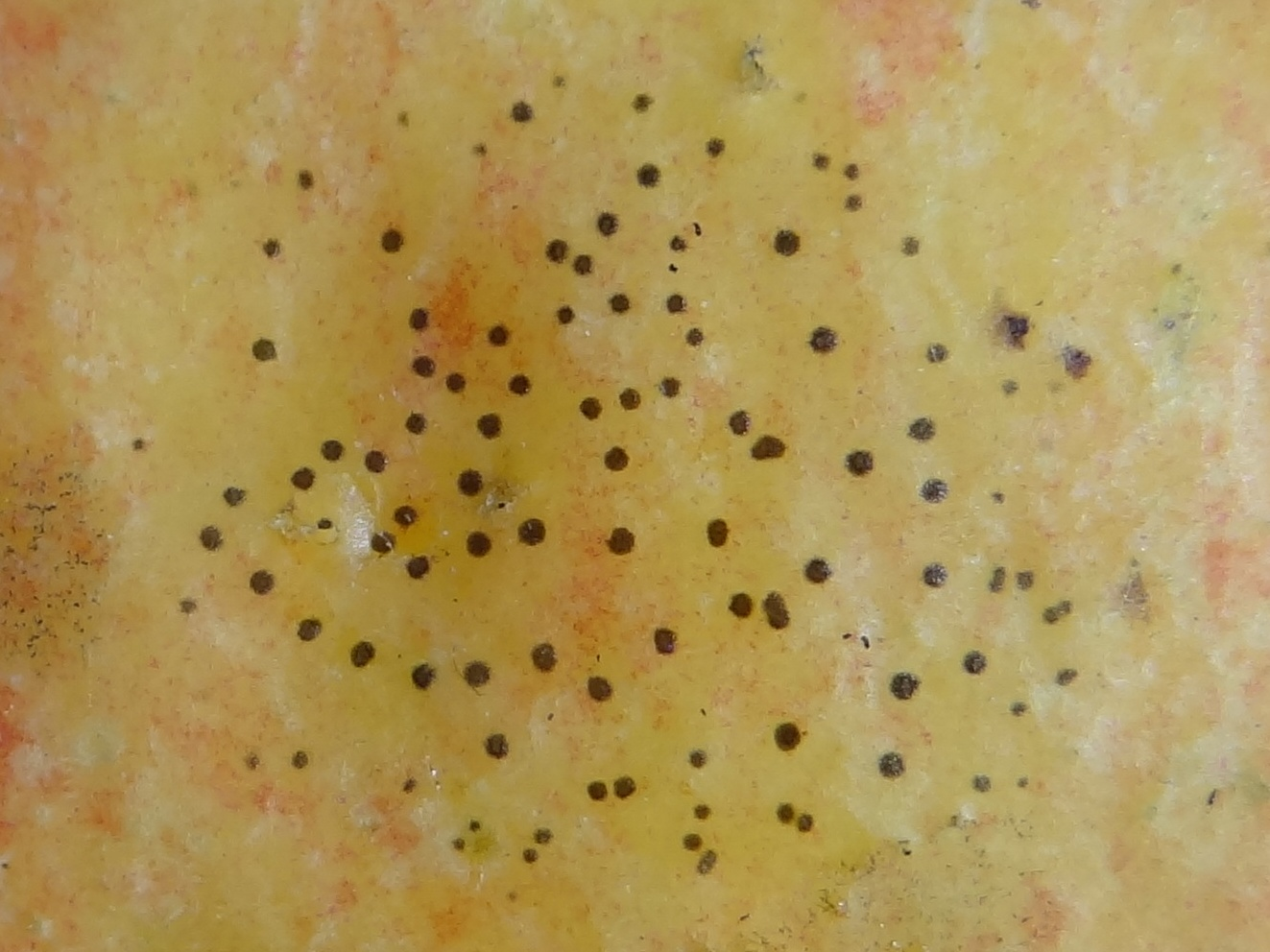
Skupisko plamek

Kropkowana plamistość jabłek – choroba jabłek charakteryzująca się występowaniem na nich licznych i bardzo drobnych plamek. Często występuje razem z brudną plamistością jabłek, choroby te wywołane są jednak przez różne patogeny.

## Występowanie i szkodliwość
Choroba jest na świecie szeroko rozprzestrzeniona. Oprócz jabłek występuje również na gruszkach, śliwkach, pigwie, bananach, owocach cytrusowych, jeżynie, malinie, goździku, winogronach, hurmie i sumaku.
W Polsce brudna i kropkowana plamistość występuje głównie na jabłkach w niechronionych chemicznie sadach przydomowych i towarowych sadach ekologicznych. W sadach towarowych występuje rzadko, pojawia się tylko w tych, które nie stosują pełnej ochrony chemicznej. Stanowi problem w sadach uprawiających odmiany jabłoni odporne na parcha jabłoni, gdyż tam zabiegi chemiczne wykonuje się dużo rzadziej.
Choroba nie powoduje zmniejszenia plonu, zmniejsza jednak przydatność owoców do spożycia. Grzybnia rozwija się tylko na powierzchni skórki i nie wnika do wnętrza owoców, są one więc przydatne do spożycia po obraniu ze skórki. Jednak wymagania konsumentów sprawiają, że owoce takie tracą wartość handlową, kropkowana plamistość powoduje więc straty ekonomiczne producentów.
Ze względu na bardzo niewielkie rozmiary plamek i nieprzenikanie grzybni pod skórkę, szkodliwość tej choroby jest niewielka.

## Objawy
Na jabłkach, jeszcze w trakcie ich wzrostu na drzewie, pojawiają się drobne, czarne i błyszczące plamki. Mają wielkość kropek i przypominają odchody much. Występują zazwyczaj w grupkach liczących do 50 plamek. Plamki te można łatwo zetrzeć, gdyż wywołujący je patogen nie uszkadza skórki i nie wnika pod nią.

## Epidemiologia
Chorobę wywołuje Schizothyrium pomi. Jego grzybnia oraz owocniki zimują na pędach jabłoni i niektórych innych drzew owocowych, a także dziko rosnących roślin. Mogą przetrwać także na jabłkach. Patogen wytwarza zarówno owocniki bezpłciowe (pyknidia), jak i płciowe (pseudotecja). Drobne plamki na jabłkach to skupiska grzybni z pyknidiami. Wiosną wytwarzane przez patogen zarodniki przenoszone przez wiatr dokonują infekcji pierwotnej. Okres inkubacji przy temperaturze około 15 °C wynosi 15 dni.
Ponieważ patogen tej choroby rozwija się tylko na powierzchni kutykuli owoców, decydujące znaczenie w nasileniu choroby ma pogoda. Przy długotrwałych opadach deszczu znacznie wzrasta liczba porażonych jabłek i liczba plamek na nich.

## Ochrona
Rozwój choroby ogranicza się poprzez unikanie nadmiernego zagęszczenia konarów. Sprzyja to lepszej wentylacji i szybszemu wysychaniu powierzchni owoców. Nie można jednak w ten sposób całkowicie zapobiec chorobie, konieczne jest zwalczanie chemiczne. Jeżeli w sadzie prowadzona jest systemowa ochrona chemiczna przed innymi chorobami grzybowymi, wówczas nie jest konieczne przeprowadzanie specjalnych zabiegów do zwalczania kropkowanej plamistości owoców.